# 申家大院
申家大院，位于山西省长治市潞州区西白兔镇中村，是一处山西省文物保护单位。
2021年8月4日，申家大院公布为第六批山西省文物保护单位，年代为清，古建筑类，编号6-144。